# Ozero Knjazjnoje
Ozero Knjazjnoje (ryska: Озеро Княжное) är en sjö i Belarus.   Den ligger i voblasten Vitsebsks voblast, i den norra delen av landet, 210 km nordost om huvudstaden Minsk. Ozero Knjazjnoje ligger 141 meter över havet. Arean är 0,52 kvadratkilometer. Den sträcker sig 0,7 kilometer i nord-sydlig riktning, och 1,2 kilometer i öst-västlig riktning.
Omgivningarna runt Ozero Knjazjnoje är en mosaik av jordbruksmark och naturlig växtlighet. Runt Ozero Knjazjnoje är det ganska tätbefolkat, med 139 invånare per kvadratkilometer.